# G8

Estats membres del G8

El Grup dels vuit, o Grup dels set més Rússia (numerònim: G8), està integrat pel Canadà, França, Alemanya, Japó, Itàlia, els Estats Units, el Regne Unit i Rússia. El G8 organitza una cimera anual de caps d'estat per a discutir sobre temes econòmics i polítics.

## Història
El G8 es va originar arran de la crisi petroliera mundial de 1973 i la recessió global subsegüent. Els problemes mundials van motivar la formació del Grup de la Biblioteca, una reunió de ministres i experts financers dels Estats Units, Europa i Japó per a discutir temes econòmics.
El 1975 el president francès Valéry Giscard d'Estaing va convidar als caps d'estat de sis països desenvolupats democràtics a una cimera a Rambouillet, i va proposar la creació de cimeres regulars. Els participants van acordar reunir-se anualment en una cimera dirigida per un president rotatiu. Aquest va ser l'origen del que es va anomenar popularment el Grup dels Sis (G6), integrat per França, Alemanya Occidental, Itàlia, Japó el Regne Unit, i els Estats Units. El president nord-americà Gerard Ford va suggerir convidar al Canadà per a la segona cimera, i el grup es convertiria en el Grup dels Set (G7).
El 1991, després de la fi de la Guerra Freda, la Unió Soviètica va començar a reunir-se amb el G7 després de la cimera principal. Aquest grup va ser conegut com a P8 (El Vuit Polític), o col·loquialment com a "G7 més 1", després de la cimera de 1994. Es va permetre que Rússia participés com a membre ple a partir de la cimera de 1998 a Birmingham, Regne Unit, creant així oficialment el Grup dels Vuit. Però, Rússia va ser exclosa de la reunió dels ministres financers, ja que no es considera una potència econòmica important i, per tant, el nom G7 avui dia es refereix a la cimera de ministres financers específicament. La participació de Rússia no ha estat lliure de controvèrsies. El 18 de febrer, 2005, els senadors nord-americans Joe Lieberman i John McCain van demanar que Rússia no fos convidada, fins que el president rus Vladímir Putin realitzés reformes veritablement democràtiques.

## Estructura i activitats del G8
El G8 no és una organització amb una administració transnacional, a diferència d'altres institucions. La presidència del grup és rotativa entre els estats membres anualment. L'estat que té la presidència ha de realitzar reunions ministerials i la cimera de tres dies dels caps d'estat, i ha d'assegurar la seguretat dels participants.
Les reunions ministerials aborden temes com ara la sanitat, compliment de la llei, l'ocupació i altres temes importants pels estats membres. La reunió ministerial més important és el G7, la qual es refereix específicament a la reunió dels ministres de finances del G8 llevat de Rússia, però, inclou representants de la Unió Europea. També es realitza una reunió més curta, coneguda com el G8+5, que inclou a Mèxic, al Brasil, la República Popular de la Xina, Índia i Sud-àfrica.

## Participació de Rússia en el G8

### Incorporació i integració (1994–1998)
Després de la caiguda del bloc soviètic, Rússia va ser convidada a participar a les reunions del G7 entre 1994 i 1996, amb un format conegut com a «G7+1». El 1997 es va decidir la seva adhesió com a membre de ple dret, que es va fer efectiva amb la cimera de Birmingham de 1998, la primera amb el nom oficial de G8.

### Suspensió (2014)
El març de 2014, després de l'annexió de Crimea per part de Rússia, els altres membres del G8 van suspendre la seva participació i van cancel·lar la cimera prevista a Sotxi, traslladant-la a Brussel·les com a cimera del G7.

### Retirada definitiva (2017–2018)
El gener de 2017, Rússia va anunciar la seva retirada permanent del G8. Aquesta decisió va consolidar el retorn definitiu al format G7.

### Debat posterior
En anys posteriors, alguns líders internacionals, com Donald Trump, han defensat públicament la reintegració de Rússia al G8. Tot i això, la majoria de membres han mantingut l’oposició a la seva reincorporació, argumentant que les causes de la seva expulsió continuen vigents.